# Music from the Penguin Cafe
Music from the Penguin Cafe è il primo album in studio del gruppo musicale inglese Penguin Cafe Orchestra, pubblicato nel 1976 dalla Obscure di Brian Eno. Venne registrato nell'arco di tre anni.
Viene considerato il capolavoro del gruppo, nonché uno dei titoli più originali della musica pop usciti durante gli anni settanta.

## Il disco
Principalmente un album di "folk pop minimalista", Music from the Penguin Cafe unisce influenze jazz, sonorità sperimentali e musica barocca in modo eclettico e singolare. Gli arrangiamenti del disco includono tastiere, strumenti a corda e arrangiamenti esotici quali l'ukulele e il cuatro. A differenza degli altri titoli del gruppo questo è l'unico a presentare arrangiamenti vocali, come dimostrano i brani Milk, che ripete una sola parola accompagnata da un sottofondo di distorsioni lungo tutta la sua durata, Coronation, cantata in modo monocorde e The Sound of Someone You Love who's Going Away and It Doesn't Matter, narrante la fine di una storia d'amore. L'album è citato dal gruppo come la "manifestazione del sogno di Simon (Jeffes) di andare da qualche parte in Giappone a suonare un insolito tipo di musica".

## Tracce
1. Penguin Cafe Single – 6:20 (Jeffes, Wright, Liebmann, Nye)
2. Zopf: From the Colonies – 1:38 (Jeffes)
3. Zopf: In A Sydney Motel – 2:28
4. Zopf: Surface Tension – 2:22 (Jeffes)
5. Zopf: Milk – 2:22 (Jeffes)
6. Zopf: Coronation – 1:33 (Jeffes)
7. Zopf: Giles Farnaby's Dream – 2:19 (Jeffes)
8. Zopf: Pigtail – 2:44 (Jeffes)
9. The Sound of Someone You Love who's Going Away and It Doesn't Matter – 11:46 (Jeffes, Wright, Liebmann, Nye)
10. Hugebaby – 4:48 (Jeffes, Wright, Liebmann, Nye)
11. Chartered Flight – 6:41 (Jeffes, Wright, Liebmann, Nye)

## Formazione
- Simon Jeffes - basso, chitarra elettrica, ukulele, piano elettrico, voce, sheng, spinetta, cuatro, modulatore ad anello
- Helen Liebmann - violoncello
- Steve Nye - pianoforte elettrico
- Gavin Wright - violino, viola
- Emily Young - voce
- Neil Rennie - testi